# Cassongue
Cassongue est une ville de la région de Kwanza-Sud en Angola.